# Jesús Moraza Ruiz de Azúa

Wappen von Jesús Moraza Ruiz de Azúa.

Jesús Moraza Ruiz de Azúa OAR (* 27. März 1945 in Araya, Spanien) ist ein spanischer Ordensgeistlicher und emeritierter Prälat von Lábrea.

## Leben
Jesús Moraza Ruiz de Azúa trat der Ordensgemeinschaft der Augustiner-Rekollekten bei und empfing am 6. Juli 1969 die Priesterweihe.
Papst Johannes Paul II. ernannte ihn am 12. Januar 1994 zum Prälaten von Lábrea. Der Apostolische Nuntius in Spanien, Mario Tagliaferri, spendete ihm am 19. März desselben Jahres die Bischofsweihe; Mitkonsekratoren waren Francisco José Pérez y Fernández-Golfín, Bischof von Getafe, und Florentino Zabalza Iturri OAR, emeritierter Prälat von Lábrea. Als Wahlspruch wählte er Da quod jubes et jube quod vis.
Am 13. April 2016 nahm Papst Franziskus seinen vorzeitigen Rücktritt an.